# Hacıömeroğlu, Yunak
Hacıömeroğlu là một xã thuộc huyện Yunak, tỉnh Konya, Thổ Nhĩ Kỳ. Dân số thời điểm năm 2011 là 511 người.